# Los Iracundos
Los Iracundos es una banda uruguaya de pop rock originaria de Paysandú considerada la más importante del género en la historia de Uruguay. Se originó en 1958 bajo el nombre Los Blue Kings, inspirada en el rock and roll estadounidense de la época, y tuvieron su debut oficial en 1961, año en que lanzaron su primer sencillo con el sello uruguayo Clave. En 1964, firmaron con el sello RCA Victor en Argentina, donde cambiaron su nombre por Los Iracundos y adoptaron su característico estilo melódico y romántico, incorporándose al movimiento de la «nueva ola». La banda tuvo un crecimiento exponencial durante la década de 1960 que los consagraría internacionalmente, con numerosos discos editados, participaciones en películas y giras por América, Europa y Estados Unidos, incluyendo una presentación en el Madison Square Garden de Nueva York. Su mayor éxito vino en 1968 con «Puerto Montt», la canción más recordada de su carrera. El grupo reafirmó su popularidad en los años 1970 y 1980, editando varios discos de oro. El cantante Eduardo Franco es el autor de casi todo el repertorio de la banda, que también incluye composiciones instrumentales.
Tras el fallecimiento de Franco en 1989, el resto del grupo —ya sin Hugo Burgueño, que dejó la banda— continuó en actividad y editó sus últimos discos oficiales durante los años 1990, grabando composiciones inéditas del cantante. A partir de entonces, el grupo se mantuvo en constante actividad, dedicándose por completo a presentaciones en varios países de América y Europa. Con 15 millones de discos vendidos, Los Iracundos son considerados una leyenda musical de América Latina. Debido a la popularidad masiva del grupo durante décadas, han surgido una multitud de impostores a lo largo de América, un problema que ha persistido hasta la actualidad. Tras la muerte de Leonardo Franco en 2015, Juan Carlos Velázquez se convirtió en el único miembro fundador activo de la banda, desempeñando un rol fundamental en la continuidad del legado de Los Iracundos. Velázquez falleció en 2022, dejando a su hijo Sebastián como líder del grupo, que continúa realizando giras por América.

## Historia

### 1958–1964: Origen y comienzos

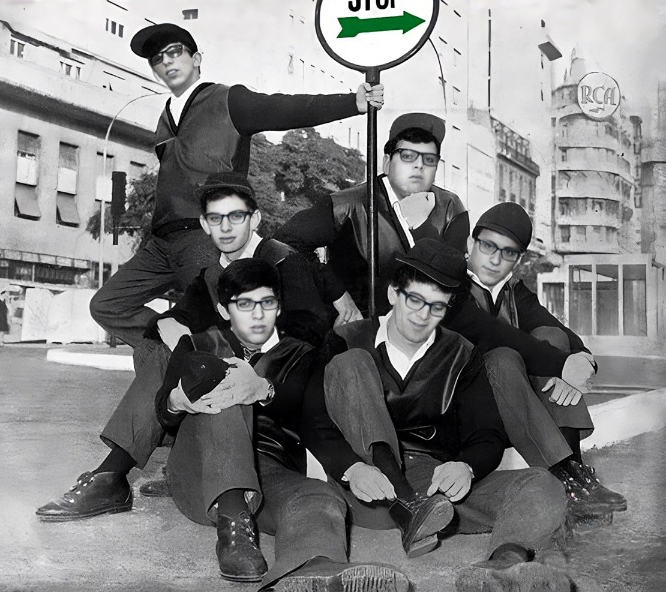
Los Iracundos en la portada de su primer álbum de estudio Stop (1964).

En 1958, un grupo de adolescentes de Paysandú, Uruguay formaron la banda Los Blue Kings, nombre que denotaba la fuerte influencia que tenían los artistas estadounidenses de rock and roll como Chuck Berry, Bill Halley o Elvis Presley en la juventud de la época. Sus seis integrantes originales fueron Eduardo Franco (vocalista, compositor y arreglador), Juan Carlos Velázquez (director, baterista y arreglador), Leonardo Franco (primera guitarra), Juan Bosco Zabalo (segunda guitarra), Hugo Burgueño (bajo electrónico y coros) y Jesús María Febrero (teclados). Los Blue Kings hicieron su debut el 10 de octubre de 1961 en el teatro Florencio Sánchez de Paysandú. Ese año lanzaron su primer disco, un sencillo con las canciones «Retén la noche» y «Vamos a bailar el Madison» en su lado A y lado B, respectivamente, editado por el sello uruguayo Clave. Poco antes de convertirse en Los Iracundos, esta formación original se presentó en el programa Suplemento Dominical de Discómetro Mundial de Alberto Maraví, emitido en la radio El Espectador de Montevideo. Ya desde su etapa inicial como Los Blue Kings, Los Iracundos tuvieron una gran influencia en los jóvenes músicos argentinos al otro lado del río Uruguay. Jorge Miró, miembro del grupo contemporáneo Teacher's Boys de la ciudad de Concepción del Uruguay, así lo recuerda:

Un día aparecen Los Blue Kings, a tocar en el Night Club, el rancho que había al fondo de la RyS. Los Blue Kings llegaban con todo un instrumental Eko de Italia que ellos tenían. Ver Los Blue Kings creo que nos cambió un poco toda la historia de lo que veníamos haciendo. Porque si ya nos estaban contratando para bailes de afuera con esas guitarras que teníamos, ver Los Blue Kings con esas Eko que tenían nos deslumbró.

En 1963, los Blue Kings se presentaron en el Festival de la Canción de Parque del Plata, un festival internacional llevado a cabo en la ciudad balnearia del mismo nombre que también contó con cantantes del popular programa de televisión argentino El Club del Clan, entre ellos Violeta Rivas, Palito Ortega y Johnny Tedesco. Allí, el grupo fue descubierto por los representantes del sello RCA Victor en Argentina, quienes les ofrecieron firmar un contrato. En aquella época, la compañía era la principal impulsora de la «nueva ola», un fenómeno cultural que tuvo lugar en varios países de Hispanoamérica entre finales de los años 1950 y mediados a finales de los años 1960, ligado a la expansión de nuevos estilos musicales orientados a los jóvenes —como el pop, el rock and roll y el twist— que «constituyeron los canales fundamentales para la transformación del consumo, el ocio y las modas juveniles» de la época. Valiéndose de la expansión de los medios masivos de comunicación como la radio y la televisión, se creó un conjunto de nuevos ídolos adolescentes, siendo El Club el Clan un ejemplo paradigmático.
Tras firmar con RCA Victor, el grupo cambió su nombre a Los Iracundos y fue llevado a Buenos Aires para grabar su primer disco. Se dice que la idea del nombre vino del periodista Leo Vanés, quien se encargaba de seleccionar a los nuevos intérpretes juveniles de la «nueva ola» junto al ejecutivo de RCA Ricardo Mejía y el editor musical Ben Molar. El grupo también adoptó una nueva apariencia más roquera, vistiendo pantalones y chaquetas de cuero y lentes oscuros. Sin embargo, su incorporación a RCA Victor significó a su vez una transformación musical, cambiando su estilo más ligado al rock and roll por uno más melódico y romántico, acorde al movimiento conocido como «Melódico Internacional» y a la propuesta estética de El Club del Clan. En febrero de 1964, Los Iracundos comenzaron la grabación de su primer álbum de estudio titulado Stop, que salió a la venta en agosto del mismo año y obtuvo gran repercusión comercial.

### 1965–1971: Consagración internacional

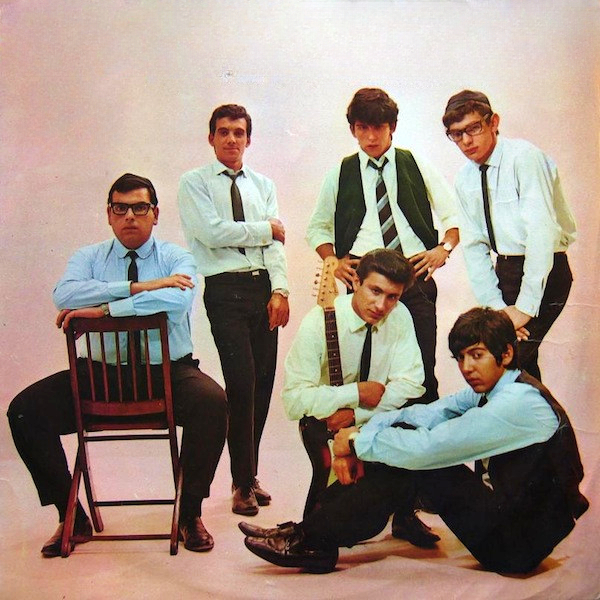
El grupo en la portada del álbum El sonido de Los Iracundos (1966).

Los Iracundos se desarrollaron rápidamente como un grupo de gran actividad y popularidad: para 1965, habían grabado 4 álbumes de estudio y actuado en gran parte de Argentina. Ese año, fueron teloneros de la joven estrella italiana Rita Pavone en sus presentaciones en Argentina, tras haber sido seleccionados por su acompañador Stelvio Cipriani. También en 1965, Los Iracundos representaron a Argentina junto a Palito Ortega en el «Festival Juvenil de la Canción Latinoamericana», llevado a cabo en São Paulo entre el 11 y el 16 de octubre. En 1966, participaron en tres películas argentinas: Una ventana al éxito (junto a Los Chalchaleros), Ritmo, amor y juventud y El galleguito de la cara sucia. Ese mismo año se presentaron en el «Festival de la Canción Internacional de la Canción» de Mar del Plata, y emprendieron una larga gira europea con fechas en España, Italia y Francia. Durante su paso por Italia grabaron el LP Los Iracundos en Roma, uno de sus álbumes más recordados. Según el guitarrista Juan Bosco Zabalo, gracias al éxito de la canción «Es la lluvia que cae» de aquel álbum, «comenzó la verdadera carrera artística de Los Iracundos a nivel internacional». Al término de su gira europea, el grupo se presentó en el Madison Square Garden de Nueva York, en un espectáculo que reunió a diferentes músicos de América Latina.
En julio de 1968, Los Iracundos recibieron en la ciudad de Córdoba un disco de oro por haber llegado a vender un millón de discos en Argentina. Entrevistado al respecto por Cine Radio Actualidad TV, Jean Jeannot —ejecutivo de RCA Victor en Montevideo—declaró: «Confieso que estoy maravillado. Solo Palito Ortega había alcanzado el millón de discos vendidos para nustra compañía en el Río de la Plata. Estoy muy contento por el éxito de RCA y por el de Los Iracundos, que son uruguayos y han realizado una hazaña —ojalá no sea así— difícil de igualar para otro conjunto compatriota». El grupo tuvo su época de mayor auge entre 1967 y 1971, período en el que editaron sus hits más importantes, como «Es la lluvia que cae», «Va cayendo una lágrima» y «Puerto Montt». Esta última se convirtió en el mayor éxito y canción insignia de la banda, marcando un antes y un después en su carrera. Fue grabada el 16 de octubre de 1968 y presentada al mes siguiente en el «II Festival Buenos Aires de la Canción». Entre 1961 y 1969, Los Iracundos editaron 12 álbumes.
A principios de 1969, Cine Radio Actualidad TV describió a Los Iracundos como los «seis honestos millonarios uruguayos» y anunció que el gobierno nacional reconocería su labor otorgándoles pasaportes diplomáticos. Además, se anunció una gira por Londres, Roma y Madrid. En abril de ese año, recibieron el disco de oro en Uruguay, habiendo recibido ya esa distinción en Chile y Argentina. La banda sufrió dos accidentes de tránsito en 1969: mayo chocaron en una ruta de Córdoba y en junio en la localidad de Laborde; varios de sus integrantes sufrieron graves lesiones. Durante 1969, el grupo filmó en Argentina, Chile y Uruguay una película que originalmente se iba a titular El mundo de Los Iracundos. Estrenada en 1970 bajo el título Este loco verano, la película los tuvo como principales protagonistas y contó con la participación de Roberto Carnaghi, Emilio Vidal y Eddie Pequenino.

### 1972–1987: Los años setenta y ochenta
Durante los años 1970, Los Iracundos «[reafirmaron] su popularidad con varios Discos de Oro», a través de éxitos como «Te lo pido de rodillas», «Y te has quedado sola», «Soy un mamarracho» y «Tú me diste amor». En 1972, se convirtieron en los primeros artistas uruguayos en ser invitados al prestigioso «Festival Internacional de la Canción de Viña del Mar». Durante la década, editaron en promedio un disco por año «y en algunos casos dos», entre ellos Tango joven (en el que interpretaron clásicos del tango), un álbum infantil, y seis trabajos instrumentales; en total, editaron 12 discos en la década. También musicalizaron la película Intimidades de una cualquiera (1974), del dúo Armando Bó–Isabel Sarli.
En 1980, Los Iracundos participaron en la película Locos por la música. Al año siguiente lanzaron su disco de oro Tormenta de verano. En 1982 alcanzaron gran éxito con el disco Cuarenta grados, cuyo tema homónimo fue grabado en portugués por varios grupos de la época, inspirando a la banda a grabar algunas canciones en ese idioma para desarrollarse en el mercado brasileño. Entre 1983 y 1984, Los Iracundos lanzaron dos nuevos álbumes y alcanzaron un notable éxito con las canciones «Tú con él» y «Las puertas del olvido». A mediados de los años 1980, tras dos décadas bajo el sello RCA Victor, el grupo pasó a formar parte de Microfón Argentina. Embarcándose en extensas giras por América Latina, en 1985 participaron en el festival de la canción celebrado en Calama, Chile.
El primer álbum de la banda bajo el sello Microfón fue Iracundos '86, lanzado en 1986. Ese año, el bajista Hugo Burgueño se retiró de Los Iracundos y registró el nombre de la banda en Argentina a espaldas de los demás integrantes, formando «Los Iracundos de Burgues», quebrando la continuidad de décadas del grupo e iniciando el primero de una serie de conflictos por la exclusividad del nombre que se extenderían hasta la actualidad. Entrevistada por El País en 2013, la viuda de Eduardo Franco recordó el incidente: «Todos estaban en Nueva York pero Burgueño se fue, los dejó plantados y registró a Los Iracundos en Buenos Aires. En aquel entonces había una confianza y nadie se había tomado el trabajo de registrar el nombre». En 1987, Los Iracundos editaron dos nuevos álbumes: Eduardo Franco y sus Iracundos de siempre, destacándose el éxito «¿Por qué me hiciste trampa?», y el primer volumen de un compilado titulado La historia de Los Iracundos, que presentaba una mezcla de sus temas más populares.

### 1988–actualidad: Continuidad tras la muerte de Franco

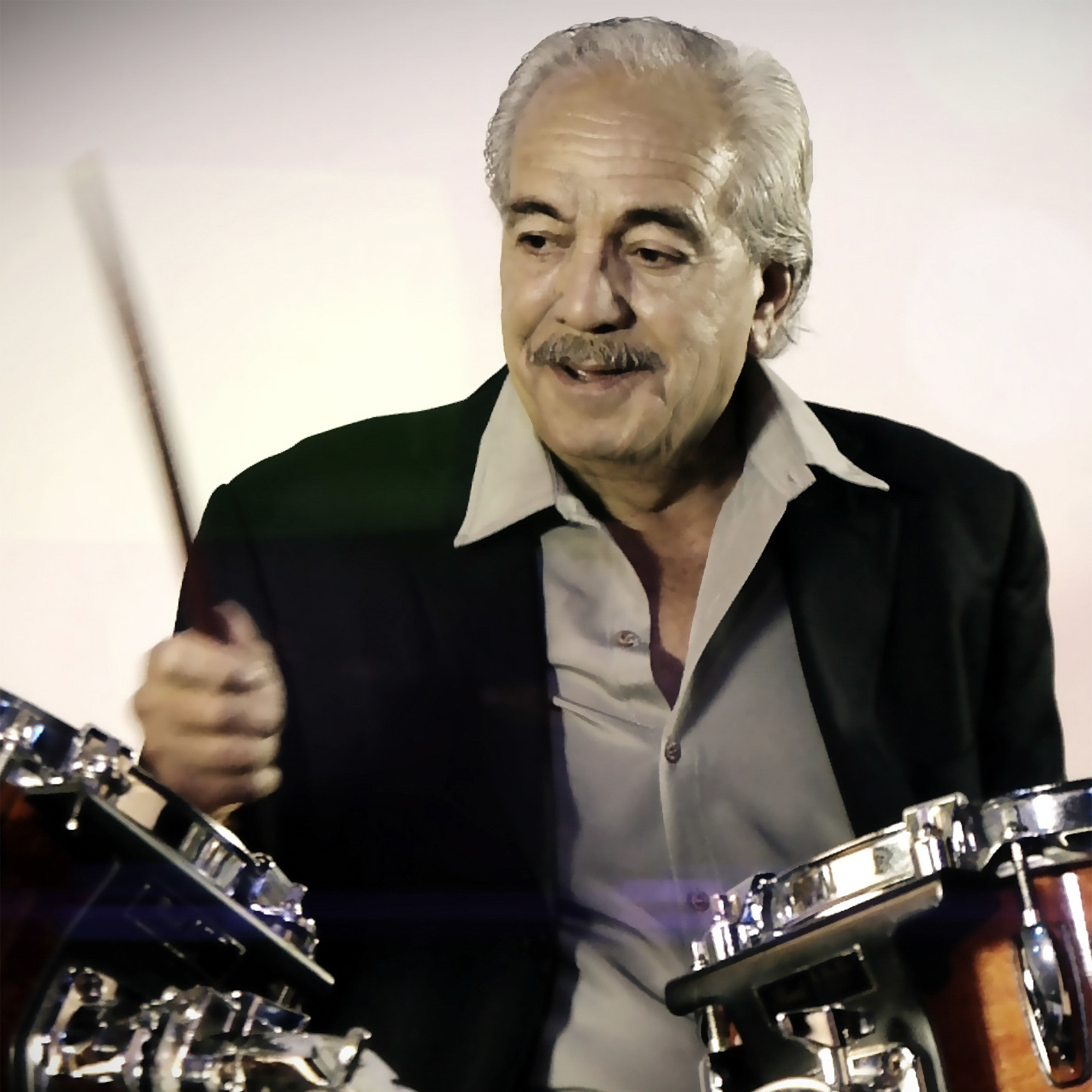
El baterista Juan Carlos Velázquez desempeñó un rol fundamental en la continuidad de la banda y fue el último miembro original de Los Iracundos en tocar bajo ese nombre.

El 3 de abril de 1988, Eduardo Franco, el legendario cantante del grupo, ofreció su última actuación en la Fiesta de la Cerveza en Paysandú. Pocos meses después, el 1 de febrero de 1989, falleció a causa del cáncer, lo cual impactó enormemente en el ámbito popular y representó un gran desafío en el camino musical de la agrupación. Tras el fallecimiento de Franco, el tecladista Jesús María Febrero siguió los pasos de Burgues y creó su propia banda, «Los Iracundos de Febro». Jorge Gatto, quien ya había interpretado temas del repertorio de Los Iracundos, fue contratado para el rol de vocalista y grabó junto al grupo el segundo volumen del compilado La historia de Los Iracundos. Al concluir la década de los ochenta, la banda había editado ocho nuevos discos.
Durante los años 1990, el grupo lanzó tres discos. El primero, titulado Iracundos '90, presentó composiciones de la autoría de Eduardo Franco y vio fue editado en 1990. Dos años después, Juan «Bosco» Zabalo falleció en Entre Ríos debido a problemas cardíacos. En 1994, Los Iracundos editaron un nuevo álbum, también compuesto por temas inéditos de Eduardo Franco, cuya canción principal «Con la misma moneda» lo llevó a obtener la distinción de disco de oro. En 1996, con una «popularidad renovada», participaron en el Festival OTI de la Canción con otro tema inédito: «Quiero estrenar el amor contigo». En 1997, la disquera BMG Argentina lanzó en formato digital todas las producciones musicales del grupo en las que participó Eduardo Franco. Los Iracundos ganaron atención en la década de los noventa por ser el grupo favorito del presidente ecuatoriano Abdalá Bucaram, quien utilizó algunas de sus canciones para su campaña electoral. En 1999, Los Iracundos presentaron su último disco oficial, titulado Los Iracundos de fiesta, el cual incluyó nuevas versiones de temas clásicos.
A partir de entonces, el grupo se mantuvo en constante actividad, dedicándose por completo a presentaciones en varios países de América y Europa. El 2 de agosto de 2003, falleció en Buenos Aires el tecladista Jesús María «Febro» Febrero Galán falleció en Buenos Aires. El músico se encontraba distanciado de sus antiguos compañeros, presuntamente porque hacía usufructo del nombre Los Iracundos en un proyecto musical personal. Debido a la popularidad masiva del grupo durante décadas, han surgido una multitud de impostores a lo largo de América, un problema que ha persistido hasta la actualidad. Algunas de estas bandas se presentan como bandas tributo, mientras que otras se hacen pasar por Los Iracundos. En 2006, Leonardo Franco declaró en el periódico ABC Color: «Hemos tenido la mala suerte de tener gente inescrupulosa que usó el nombre de Los Iracundos. Esto adjudicamos a los empresarios que son los inescrupulosos y no a los grupos, que son los manejados. Lógicamente tenemos muchas demandas sobre actuaciones de esos grupos, instituciones, pero como la justicia es tan lenta no podemos erradicarlos totalmente». En 2006, Gatto fue despedido del grupo y formó su propio grupo utilizando el nombre de Los Iracundos, a pesar de no ser un miembro fundador. Entrevistado por El País en 2013, Velázquez señaló que Gatto no podía entrar a Perú ni Ecuador por «haber usado el nombre de Los Iracundos estafando al público, sabiendo que él no es un Iracundo».
En 2007 se separaron Leonardo Franco y Velázquez, los dos integrantes de la formación original que seguían juntos. Franco se unió a Los Iracundos de Febro, desencadenando una pelea intensa entre ambos grupos por el derecho al nombre en algunos países. En 2013, Velázquez recordó en el periódico peruano La República: «Me clavó el puñal de la traición. Yo no tengo rencor con nadie, pero bajo el puente ha corrido mucha agua... ¡Nos criamos juntos, éramos una familia!». El baterista continuó con la banda original, que nunca abandonó, reclutando a un cantante y músicos sanduceros para seguir adelante con Los Iracundos, con su hijo Sebastián Velázquez como productor artístico, marketing y publicidad.  Tras la muerte de Franco el 1° de diciembre de 2015, Velázquez se convirtió en el único miembro fundador activo de la banda, desempeñando un rol fundamental en la continuidad del legado de Los Iracundos. En 2016, Los Iracundos actuaron en el Teatro de Verano acompañados por la Sinfónica de Montevideo. En 2021, la ciudad de Paysandú realizó una serie de homenajes a Los Iracundos en ocasión del 60.º aniversario de su debut en el Teatro Florencio Sánchez, incluyendo el descubrimiento de una placa conmemorativa y un concierto de la banda en dicho establecimiento.
El 5 de mayo de 2022, Velázquez falleció en la ciudad ecuatoriana de Guayaquil mientras se encontraba de gira con Los Iracundos, siendo el último integrante activo de la alineación original de la banda al momento de su muerte. El músico se encontraba en Ecuador, país donde Los Iracundos son muy populares, mientras preparaba una gira. El artista se presentó por última vez en Uruguay el 17 de abril de 2022, durante la Fiesta de la Cerveza en su Paysandú natal, previo a la última gira que protagonizaría en los Estados Unidos. La Intendencia de Paysandú decretó dos días de duelo departamental e inició a través de Cancillería las gestiones para repatriar los restos del músico. «Bebe» Velázquez fue velado el 9 de mayo de 2022 en el Teatro Florencio Sánchez de su ciudad natal, donde había debutado con Los Blue Kings en 1961. Tras la muerte de Velázquez, Los Iracundos continúan tocando bajo el liderazgo de su hijo Sebastián, quien ha manifestado estar en una «lucha constante para defender la marca contra aquellos que quieren usurpar el nombre de la banda uruguaya». En 2023, realizaron una gira por Estados Unidos, Ecuador, Uruguay y Perú.

## Legado
Con 15 millones de discos vendidos y décadas de relevancia internacional, Los Iracundos son la banda de pop uruguayo más importante de la historia, y una de las bandas uruguayas más populares de todos los tiempos. Son considerados una leyenda musical de América Latina, con un legado especialmente perdurable en el norte de Sudamérica, América Central y las comunidades latinas de Estados Unidos y Europa. Debido a la amplia trayectoria y popularidad del grupo, se les ha apodado en varias ocasiones «los Beatles latinos».
Los Iracundos son un icono de Paysandú y han sido descritos como el «acervo cultural mejor custodiado» de la ciudad, que cada año organiza distintos homenajes a la banda. El 1.º de febrero de cada año, la ciudad es visitada por fanáticos de Los Iracundos que viajan en ocasión del aniversario de la muerte del líder y cantante Eduardo Franco, viniendo de distintos países de la región como Argentina, Chile, Ecuador, México y Perú. Entrevistado por La Diaria durante el aniversario de 2018, un fanático peruano declaraba: «Al igual que los fanáticos de The Beatles van a Liverpool, los fanáticos de Los Iracundos venimos a Paysandú. [Franco] es el máximo representante, cantautor y arreglista de Uruguay y de América». Los homenajes del 1.º de febrero han sido comparados a una ceremonia religiosa: la capilla de Franco, ubicada en el Cementerio Central, recibe ese día a los seguidores de la banda, quienes la cubren de ofrendas, retratos, y banderas de sus países. Por esta razón, ha sido comparada al santuario de la cantante argentina Gilda o de la tumba de la estrella del tango Carlos Gardel. Los fanáticos también se reúnen alrededor del busto de bronce homenajeando a Franco, ubicado en el centro de la ciudad.

## Discografía

### Formación original (1964–1986)
- Stop (1964)
- Sin palabras (1965)
- Con palabras (1965)
- El sonido de Los Iracundos (1966)
- Primeros en América (1966)
- En estereofonía (1966)
- Los Iracundos en Roma (1967)
- La juventud (1967)
- Felicidad, felicidad (1968)
- La música de Los Iracundos (1968)
- Puerto Montt (1968)
- La lluvia terminó (1969)
- Los Iracundos (1970)
- Impactos (1971)
- Instrumental (1971)
- Agua con amor  (1972)
- Te lo pido de rodillas (1973)
- Tango joven (1974)
- Y te has quedado sola (1974)
- Cada noche mía (1975)
- Cómo pretendes que te quiera (1976)
- Gol! de Los Iracundos (1977)
- Pasión y vida (1978)
- Amor y fe (1979)
- Incomparables (1980)
- Fue tormenta de verano (1981)
- 40 grados (1982)
- Apróntate a vivir (1983)
- Tú con él (1984)
- Iracundos '86 (1986)

### Tras la partida de Burgueño (1987–1988)
- Dime quién... te ha enseñado (1987)
- La historia de Los Iracundos (1987)

### Tras la muerte de Franco (1989–1999)
- La historia de Los Iracundos: parte 2 (1989)
- Iracundos '90 (1990)
- Con la misma moneda (1993)
- Los Iracundos de fiesta (1999)

## Filmografía
- El galleguito de la cara sucia (1966)
- Una ventana al éxito  (1966)
- Ritmo, amor y juventud  (1966)
- Este loco verano (1970)
- Balada para un mochilero (1971)
- Intimidades de una cualquiera (1974)